# Klaus Steigleder
Klaus Steigleder (* 1959 in Frankfurt am Main) ist ein deutscher Philosoph.
Steigleder studierte Philosophie und katholische Theologie. Von 1986 bis 1993 war er wissenschaftlicher Koordinator des von Dietmar Mieth aufgebauten Zentrums für Ethik in den Wissenschaften an der Universität Tübingen. 1991 promovierte er an der Universität Tübingen. Von 1993 bis 2002 arbeitete er am Philosophischen Institut der Universität Stuttgart, wo er sich 2001 habilitierte. 2002 wurde er Professor an der Ruhr-Universität Bochum.

## Veröffentlichungen (Auswahl)
- Das Opus Dei – eine Innenansicht. Benziger, Zürich 1983, ISBN 3-545-21040-5 (5. Aufl. 1993).
- als Hrsg. mit V. Braun und Dietmar Mieth: Ethische und rechtliche Fragen der Gentechnologie und der Reproduktionsmedizin. J. Schweitzer, München 1987.
- Die Begründung des moralischen Sollens. Studien zur Möglichkeit einer normativen Ethik (= Ethik in den Wissenschaften, Bd. 3). Attempto, Tübingen 1992, ISBN 3-89308-144-5 (= Dissertation Universität Tübingen).
- Grundlegung der normativen Ethik. Der Ansatz von Alan Gewirth (= Alber-Reihe Thesen, Bd. 1). Alber, Freiburg/Br. 1999, ISBN 3-495-47907-4.
- Kants Moralphilosophie. Die Selbstbezüglichkeit reiner praktischer Vernunft. Metzler, Stuttgart 2002, ISBN 3-476-01886-5 (= Habilitationsschrift Universität Stuttgart).
- Kants „Grundlegung zur Metaphysik der Sitten“. Ein einführender Kommentar. (= Philosophische Bibliothek, Bd. 770). Meiner, Hamburg 2023, ISBN 978-3-7873-4279-2.